# Michapa
Michapa es una localidad del estado mexicano de Morelos. Es parte del municipio de Coatlán del Río.

## Toponimia
El nombre «Michapa» proviene de los términos en náhuatl: michin, pescado; apan, río. Su significado es «Río de pescados».

## Demografía
| Gráfica de evolución demográfica |
|                                  |

| Censo | Población |
| ----- | --------- |
| 1900  | 30        |
| 1910  | 143       |
| 1921  | —         |
| 1930  | 173       |
| 1940  | 250       |
| 1950  | 380       |
| 1960  | 459       |
| 1970  | 568       |
| 1980  | 756       |
| 1990  | 811       |
| 2000  | 902       |
| 2010  | 1019      |
| 2020  | 1127      |